# Чиани, Дино
Дино Чиани (Dino Ciani, 16 июня 1941 — 28 марта 1974) — итальянский пианист.

## Биография
Родился в Фиуме (сейчас — Риека, Хорватия). С 8 лет учился музыке в Генуе под руководством Марты дель Веккио, педагога по классу фортепиано. Затем поступил в римскую академию «Санта-Чечилия», которую окончил в 1958 году, получив диплом с отличием. В последующие несколько лет посещал летние пианистические курсы Альфреда Корто в Париже, Сиене и Лозанне. Сам Корто описывал знакомство следующим образом: «один из самых замечательных примеров редких талантов, которые только можно надеяться найти».
В 1957 году был удостоен диплома на Баховском конкурсе в Сиене. К этому же времени относятся его первые звукозаписи.
Переломным стал для него 1961 год, когда Чиани завоевал 2-ю премию на конкурсе имени Листа-Бартока в Буда в зале Плейель, в Карнеги-холл, в Чикагской филармонии, в Кеннеди-центре.
В 1968 году дебютировал в Ла Скала под управлением Клаудио Аббадо с Четвёртым фортепианным концертом Бетховена. В том же году с Аббадо он также выступил с Пятым фортепианным концертом Прокофьева на RAI Auditorium в Риме (это исполнение затем повторили в Ла Скала) и с Концертом ре минор Моцарта в Зальцбургском Моцартеуме. Чиани также играл с Риккардо Мути Бетховена в Ла Скала, а Второй фортепианный концерт Бартока — в Милане с оркестром RAI.
Его репертуар охватывал все сонаты Бетховена, произведения Вебера, Шуберта, Шумана, Шопена, Дебюсси, Бартока. Мировую известность ему принесли записи для Deutsche Grammophon: полный цикл Прелюдий Дебюсси (1972), новеллетты Шумана (1968) и Вторая и Третья фортепианные сонаты Вебера (1970).
Дино Чиани сотрудничал с такими выдающимися дирижёрами, как Клаудио Аббадо, Риккардо Мути, Томас Шипперс, Джон Барбиролли, Джанандреа Гавазени и Карло Мария Джу погиб в ДТП в пригороде Рима (на 7-м километре Via Flaminia) в возрасте 32 лет.”88 notes pour piano solo”, Jean-Pierre Thiollet, Neva Ed., 2015, 53. ISBN 978 2 3505 5192 0
В Италии, на его родине, чтится память Дино Чиани: в Милане существует Ассоциация Дино Чиани. Начиная с 1977 года совместно с театром «Ла Скала» проводятся международные конкурсы пианистов, носящие имя артиста. Среди членов жюри побывали Марта Аргерих, Маурицио Поллини, Лазарь Берман. В 2007 году появились фестиваль и Академия «Дино Чиани» в Кортина-д’Ампеццо.